# Висент Ферер
Висент Ферер (на каталонски: Vicent Ferrer) е валенсийски философ и мисионер.

## Биграфия
Роден е на 23 януари 1350 година във Валенсия в благородническо семейство. През 1368 година постъпва в Доминиканския орден, учи известно време в Барселона и завършва богословие в Леридския университет. През следващите години пътува и проповядва в цяла Западна Европа.
Висент Ферер умира на 5 април 1419 година във Ван. Обявен е за светец през 1455 година, като Католическата църква отбелязва паметта му на 5 април.